# RACO 240 DT 4H und 420 CT 4

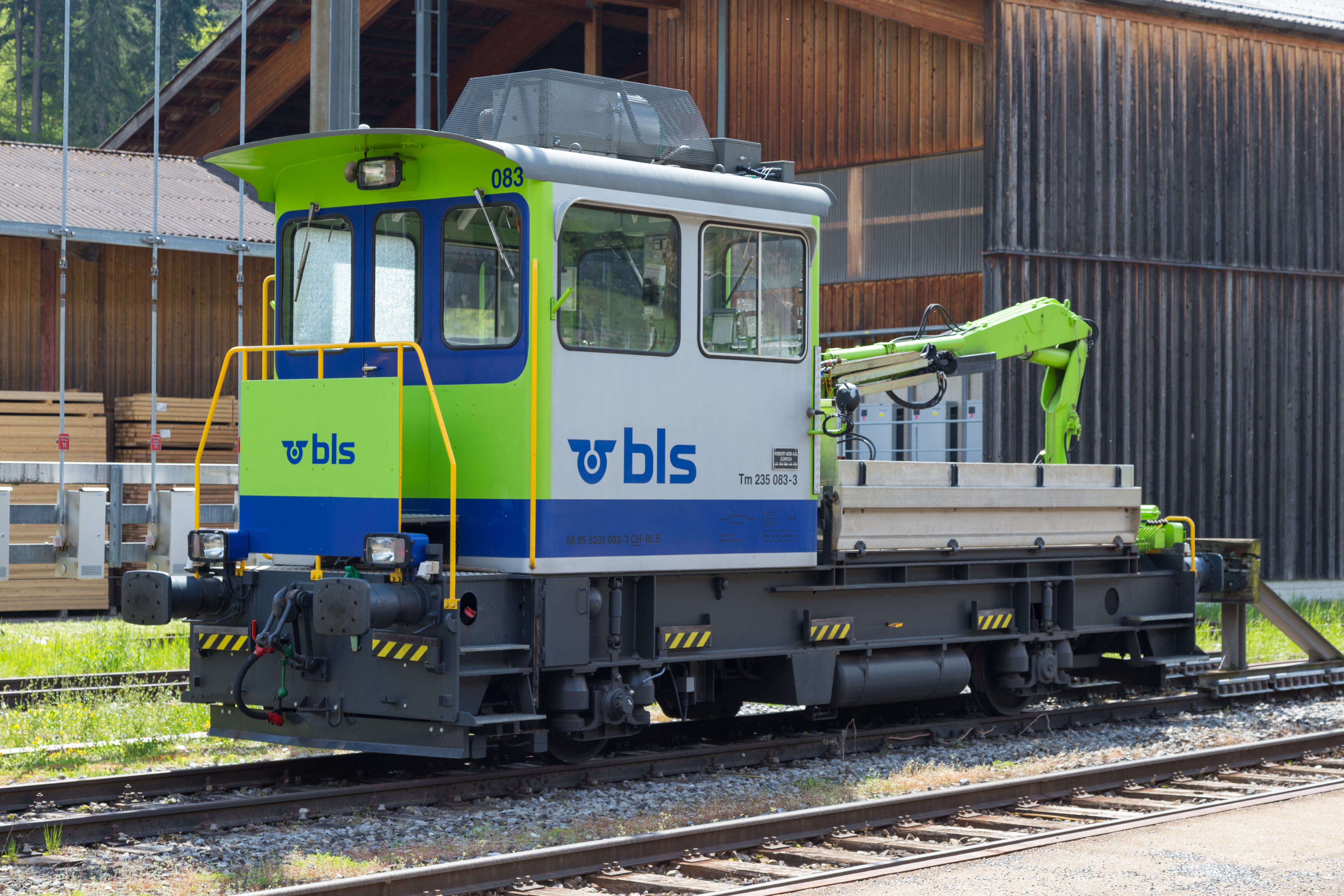
RACO 240 DT 4H, Tm 235 083-3 in aktuellen BLS-Farben,

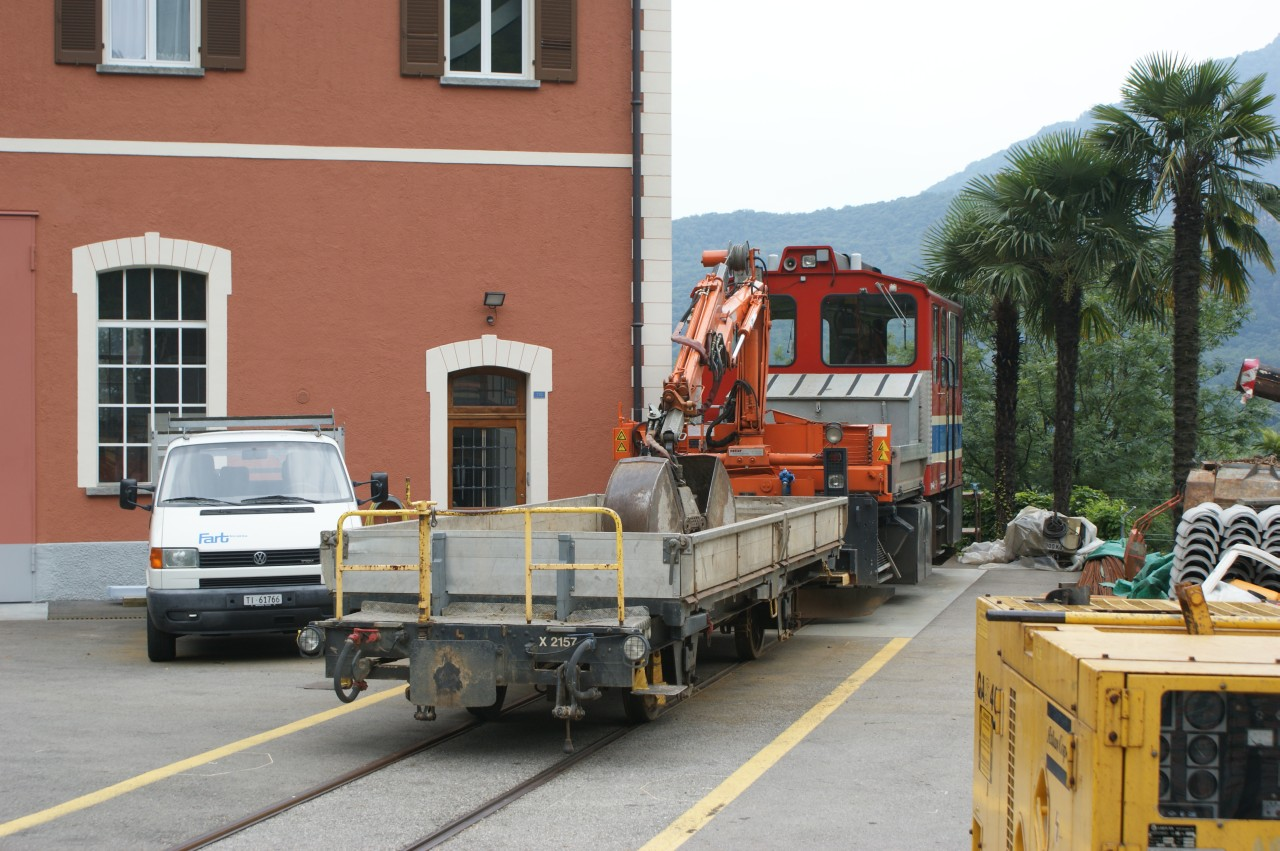
RACO 420 CT 4H, FART Tm 9 mit X 2127 in Ponte Brolla mit am Kran montierter Baggerschaufel, 2008

Die Traktoren vom Typ RACO 240 DT 4H und 420 CT 4 sind zwei bauähnliche Serien, die zwischen 1977 und 1993 von der Firma Robert Aebi & Cie (RACO) in Regensdorf für den Baudienst von verschiedenen Privatbahnen gebaut wurden. Heute werden diese bei den jeweiligen Eisenbahn-Gesellschaften als Tm 235 … 238 bezeichnet, bis 1996 wurden diese nur als Tm bezeichnet.
In der ersten Serie von Baudiensttraktoren wurde zwischen 1977 und 1993 18 Fahrzeuge für verschiedene normalspurige Privatbahnen vom RACO Typ 240 DT 4H gebaut. Ein solches Fahrzeug wurde auch für Meterspur gebaut. Untergestell und Führerhaus sind nur 240 cm breit. Die meisten weisen eine Kippbrücke und einen Kran auf, der auch mit einer Baggerschaufeln ausgestattet werden kann. Zwei Fahrzeuge haben anstelle der Kippbrücke eine Fahrleitungshebebühne.
Für verschiedene Meterspurbahnen wurden in den Jahren zwischen 1985 und 1989 eine zweite insgesamt 10 Fahrzeuge umfassende Serie von etwas kürzeren Fahrzeugen mit einem 260 cm breite Führerhaus vom RACO Typ 420 CT 4 gebaut. Sie weisen alle eine Kippbrücke und einen Kran auf, der mit einer Baggerschaufeln ausgestattet werden kann.

## Einsatz
Die Traktoren werden bei allen Eisenbahn-Gesellschaften für den täglichen Unterhalt eingesetzt. Die geräumige Führerkabine war dazu konzipiert auch die Baudienst-Rotte mitzuführen. Dank der Kippbrücke wird nur dann ein Dienst- oder Güterwagen mitgeführt, wenn grössere Mengen Material benötigt werden. Diese können mit dem Kran auf- und abgeladen werden. Für kleinere Erdarbeiten wird die Baggerschaufel montiert. Andererseits kommen diese Baudiensttraktoren auch bei sporadisch anfallenden grösseren Baustellen zum Einsatz, oft in Kombination mit weiteren Diesellokomotiven, Schienentraktoren und Zweiwegefahrzeug der ausführenden Baufirmen.

## RACO Typ 240 DT 4H (Normalspur und ein Stück für Meterspur)
Der RACO Typ 240 DT 4H ist ein Serie von Baudiensttraktoren die zwischen 1977 und 1993 von der Firma Robert Aebi & Cie in Regensdorf in 18 Exemplaren für eine Gemeinschaftsbestellung einiger Schweizerischen Normalspurigen und einer meterspurigen Privatbahnen gebaut wurden.

### Mechanischer Teil
Ein geräumiges aber nur 240 cm breites Führerhaus mit Webasto-Heizung nimmt gut die Hälfte der Fahrzeuglänge von 9,96 m (bzw. 9,24 m für die ersten zwei Fahrzeuge) in Anspruch. Es ist von der Plattform her über eine Stirntür zugänglich. Seitentüren sind in der Ursprungsausführung nicht vorhanden. Direkt ans Führerhaus anschliessend findet sich eine Kippbrücke mit einer Ladefläche von 9 m² mit einer Nutzlast von 6 t. Am anderen Ende ist ein hydraulischer Kranarm angebracht, der auch mit Baggerschaufeln ausgestattet werden kann.
Dank dem schmalen Führerhaus der Normalspurausführung war es möglich, beidseitig auf der Höhe des Längsträger ausklappbare Schienenhalter zu montieren (gelb/schwarz gestreift). So ist es möglich, seitlich einen fahrzeuglangen Gegenstand, beispielsweise ein Schienenstück mitzunehmen, z. B. ein vorbereiteter Isolierstoss, welcher für die Kippbrücke zu lang ist.
Die Tm vom Typ 240 DT 4H sind mit einem hydrodynamischen 4-Gang-Getriebe und einem 240 PS (177 kW) starken Deutz-Dieselmotor mit zwölf Zylindern ausgerüstet. Der Typ 270 DT 4H (ab Fabriknummer 1999) ist mit einem stärkeren Motor mit einer Leistung von 270 PS (199 kW) ausgerüstet. Die Höchstgeschwindigkeit beträgt 75 km/h.
Die Normalspurfahrzeuge sind, da sich zur Beförderung erheblicher Anhängelasten konzipiert sind, mit drei Bremsen ausgerüstet, nämlich einer elektrischen Wirbelstrombremse, einer pneumatischen Anhängerbremse (Druckluftbremse) und einer Handbremse. Für Überfuhren in Schleppfahrt ist zudem eine automatische Luftbremse eingebaut.

### Liste der Fahrzeuge
Normalspur- und Meterspur-Fahrzeuge mit Stirntür und Deutz-Motor
| Bildverweis | Bahn           | Nummer          | Typ       | Baujahr | Fabrik-Nr. | TSI-Nummer (NVR)         | Länge         | Besonderheiten                                                                              |
| ----------- | -------------- | --------------- | --------- | ------- | ---------- | ------------------------ | ------------- | ------------------------------------------------------------------------------------------- |
|             | BT → SOB       | 4               | 240 DT 4H | 1977    | 1828       | 98 85 5235 076-7 CH-MFAG | 9,24 m        | Halter Stand 2024: Müller Gleisbau                                                          |
|             | BT → SOB       | 5               | 240 DT 4H | 1992    | 2001       | 98 85 5235 075-9 CH-MFAG |               | Halter Stand 2024: Fratelli Censi                                                           |
|             | BLS            | 235 082         | 240 DT 4H | 1977    | 1827       |                          | 9,24 m        |                                                                                             |
|             | BLS            | 235 081         | 240 DT 4H | 1992    | 2000       | 98 85 5235 081-7 CH-BLSN |               | Halter Stand 2024: Techno Rail                                                              |
|             | SEZ → BLS      | 235 083         | 240 DT 4H | 1980    | 1845       | 98 85 5235 083-3 CH-BLSN |               | Halter Stand 2024: ARAG Bau                                                                 |
|             | GBS → BLS      | 235 084         | 240 DT 4H | 1980    | 1846       | 98 85 5235 084-1 CH-MFAG |               | Halter Stand 2024: Müller Gleisbau                                                          |
|             | BN → BLS       | 235 085         | 240 DT 4H | 1980    | 1844       | 98 85 5235 085-8 CH-MThB |               | 2009 nach Italien verkauft, als Vanoli Tm 237 959-2 in der Schweiz im Einsatz, jetzt VHMThB |
|             | BLS            | 235 086 235 087 | 240 DT 4H | 1983    | 1893 1894  |                          |               | 2009 nach Italien verkauft                                                                  |
|             | BLS            | 235 087         | 240 DT 4H | 1983    | 1894       |                          |               | 2009 nach Italien verkauft                                                                  |
|             | BLS            | 235 088         | 240 DT 4H | 1983    | 1892       |                          |               | Fahrleitungshebebühne                                                                       |
|             | BLS            | 235 089         | 270 DT 4H | 1991    | 1999       | 98 85 5235 089-0 CH-EDG  |               | Fahrleitungshebebühne, Halter Stand 2024: LTE Schweiz                                       |
|             | BLS            | 235 079         | 270 DT 4H | 1993    | 2007       | 98 85 5235 079-1 CH-BLSN |               | BLS Netz                                                                                    |
|             | BLS            | Tm 80 → 235 080 | 270 DT 4H | 1993    | 2008       | 98 85 5235 080-9 CH-EXCH |               | Seit 2013 beim Verein Extrazug.ch                                                           |
|             | VHB → RM → BLS | 236 371         | 240 DT 4H | 1980    | 1847       | 98 85 5235 071-8 CH-MFAG |               | 2011 verkauft. Halter Stand 2024: Fratelli Censi                                            |
|             | SMB → RM → BLS | 236 372         | 240 DT 4H | 1983    | 1895       | 98 85 5235 072-6 CH-MFAG |               | 2011 verkauft. Halter Stand 2024: Müller Gleisbau                                           |
|             | RVT → TRN      | Tm 12 → 237 312 | 240 DT 4H | 1983    | 1896       | 98 85 5235 073-4 CH-TRN  |               |                                                                                             |
|             | CMN → TRN      | Tm 11           | 240 DT 4  | 1983    | 1897       |                          | (LüK) 10,19 m | Meterspur, kein Kran                                                                        |
|             | PBr → Travys   | 238 303         | 270 DT 4H | 1992    | 2002       | 98 85 5235 074-2 CH-TVYS |               |                                                                                             |

## RACO Typ 420 CT 4 (Meterspur)
Der RACO Typ 420 CT 4 ist ein Serie von Baudiensttraktoren die zwischen 1985 und 1989 von der Firma Robert Aebi & Cie in Regensdorf in 10 Exemplaren für eine Gemeinschaftsbestellung einiger Schweizerischen meterspurigen Privatbahnen gebaut wurden.

### Mechanischer Teil
Die RACO 420 CT 4 sind die etwas jüngere Bauform des RACO 240 DT 4H. Die zuletzt hergestellten Fahrzeuge werden als RACO 420 CT 4H bezeichnet. Sie erhielten Seitentüren statt Stirntüren. Dadurch konnte auf die Plattform auf der Stirnseite verzichtet werden und der Baudiensttraktor etwas kürzer konzipiert werden. Gleichzeitig wurden diese Fahrzeuge nun 2,60 m statt nur 2,40 m breit gebaut, wobei die maximale Breite 2,7 m beträgt. Direkt ans Führerhaus anschliessend findet sich eine Kippbrücke mit einer Ladefläche von 7,3 m² mit einer Nutzlast von 6 t. Anschliessend an die Kippbrücke ist eine Plattform deren Platz durch einen hydraulischen Kranarm belegt ist, der auch mit Baggerschaufeln ausgestattet werden kann.
Die Bahndiensttraktoren haben einen 6-Zylinder Cummins Dieselmotor vom Typ KT-1150-L mit einer Leistung von 336 kW (457 PS). Ein hydraulischer Drehmomentwandler überträgt die Kraft des Cummins-Dieselmotors auf ein Dreigang-Lastschaltgetriebe. Sie haben einen Radstand von 4,75 m, ein Leergewicht von 22 t und sind 50 km/h schnell. Geschleppt werden dürfen sie mit 60 km/h. Sie besitzen ein Notstromaggregat. Der heutige ASM Tm 2/2 541 kostete im Jahre 1985 634’758 Franken, die RhB Tm 2/2 81–84 je 615‘000 Franken.
Die Meterspurfahrzeuge sind, da sie zur Beförderung erheblicher Anhängelasten konzipiert sind, mit drei Bremsen ausgerüstet, nämlich einer elektrischen Wirbelstrombremse, einer pneumatischen Anhängerbremse (Druckluftbremse oder Vakuumbremse) und einer Handbremse.

### Liste der Fahrzeuge
Meterspur-Fahrzeuge mit Seitentüren und Cummins-Motor
| Bild | Bahn         | Nummer   | Typ       | Baujahr | Fabrik-Nr. | TSI-Nummer (NVR) | Länge  | Besonderheiten |
| ---- | ------------ | -------- | --------- | ------- | ---------- | ---------------- | ------ | --- |
|      | RhB          | Tm 81–84 | 420 CT 4  | 1985    | 1900–1903  |                  | 8,80 m | Mittelpuffer-Balancierhebelkupplung Tm 82 im November 1998 bei Kollision Cavadürli zerstört                                                                                          |
|      | RVO → ASm    | Tm 141   | 420 CT 4  | 1985    | 1904       |                  | 8,49 m | +GF+-Kupplung |
|      | BTI → ASm    | Tm 541   | 420 CT 4  | 1985    | 1905       |                  | 8,49 m | +GF+-Kupplung |
|      | LEB          | Tm 2     | 420 CT 4H | 1988    | 1949       |                  | 8,77 m | GFV-Kupplung |
|      | BAM → MBC    | Tm 41    | 420 CT 4H | 1988    | 1950       |                  | 9,59 m | Seite Plattform war der Spitzname: "BOUBOU" angeschrieben, ab 2013 "PASSE - PARTOUT". +GF+-Kupplung für Meterspurfahrzeuge sowie Schraubenkupplung mit Puffer für Normalspurfahrzeug |
|      | YSC → Travys | Tm 23    | 420 CT 4H | 1989    | 1951       |                  | 8,77 m | Mittelpuffer-Balancierhebelkupplung für Meterspurfahrzeuge sowie Schraubenkupplung mit Puffer für Normalspurfahrzeug                                                                 |
|      | FART         | Tm 9     | 420 CT 4H | 1989    | 1959       |                  | 8,77 m | Mittelpufferkupplung mit zentralem Kupplungshaken |